# ایستگاه راه‌آهن اورینته
ایستگاه راه‌آهن اورینته (پرتغالی: Gare do Oriente) اصلی‌ترین ایستگاه راه‌آهن و مرکز تبادل سفر در کشور پرتغال است که در شهر لیسبون واقع شده است.
این ایستگاه که در سال ۱۹۹۴ تاسیس شده به راه‌آهن سراسری پرتغال و متروی لیسبون متصل است.

## نگارخانه

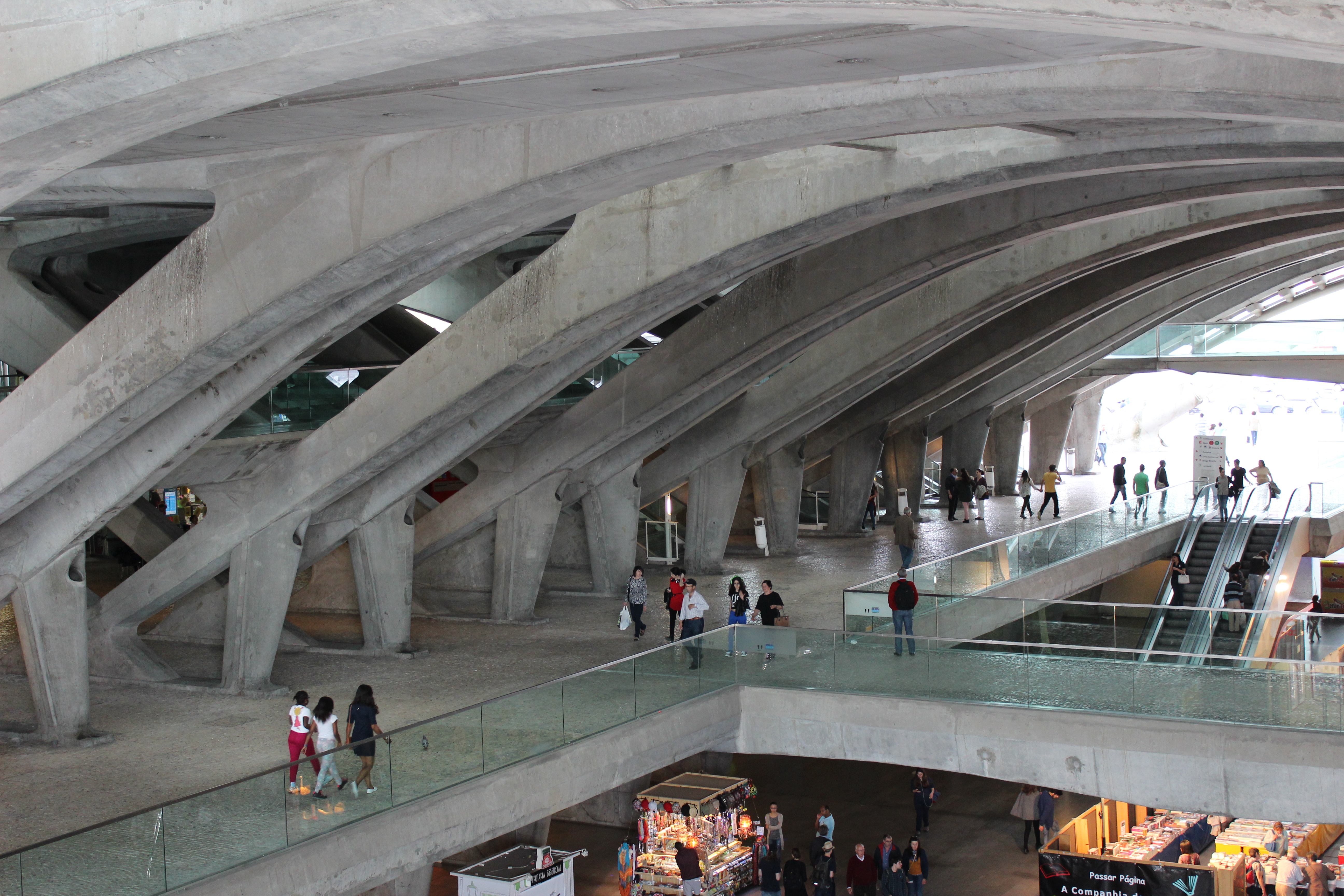
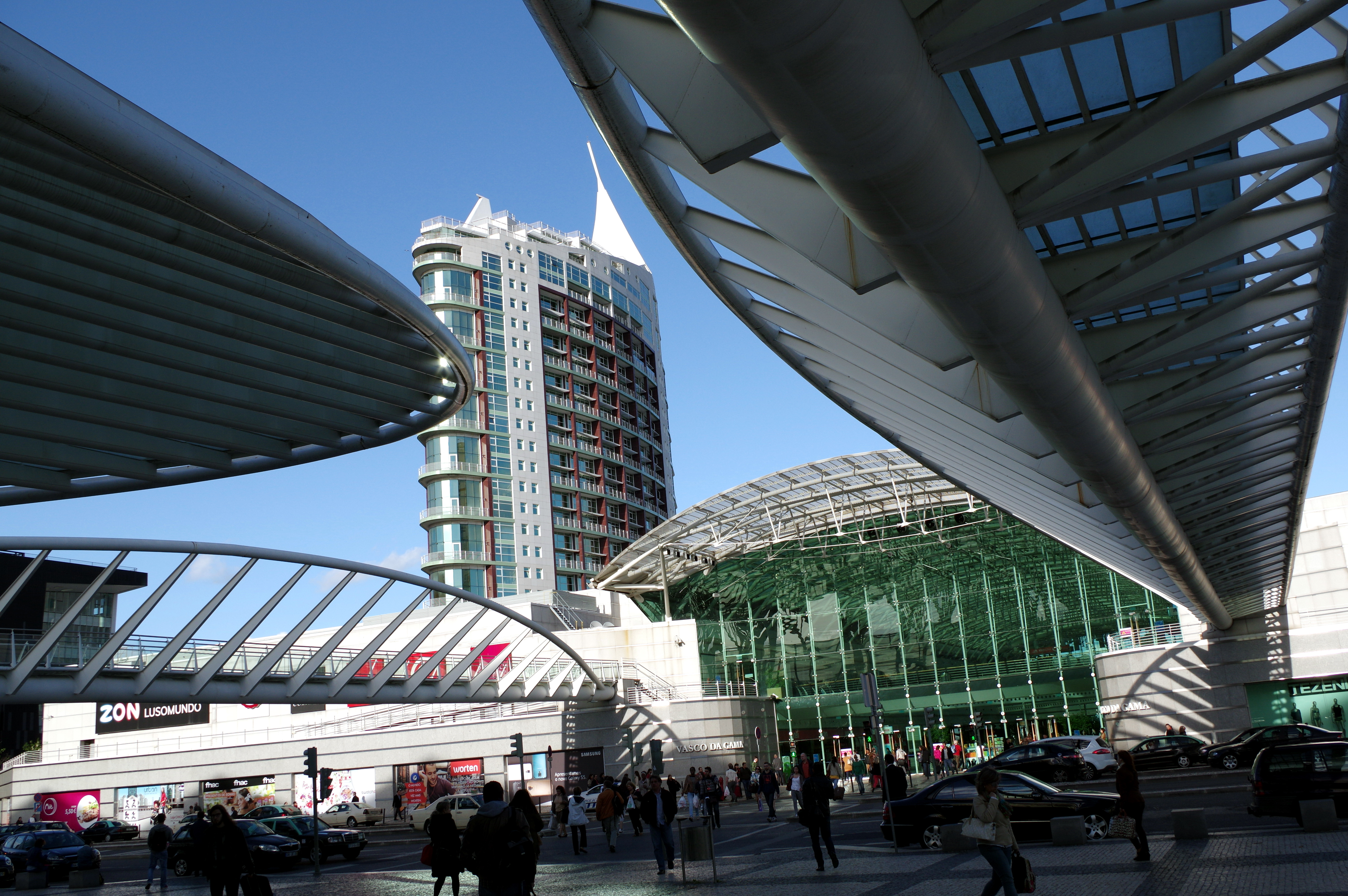
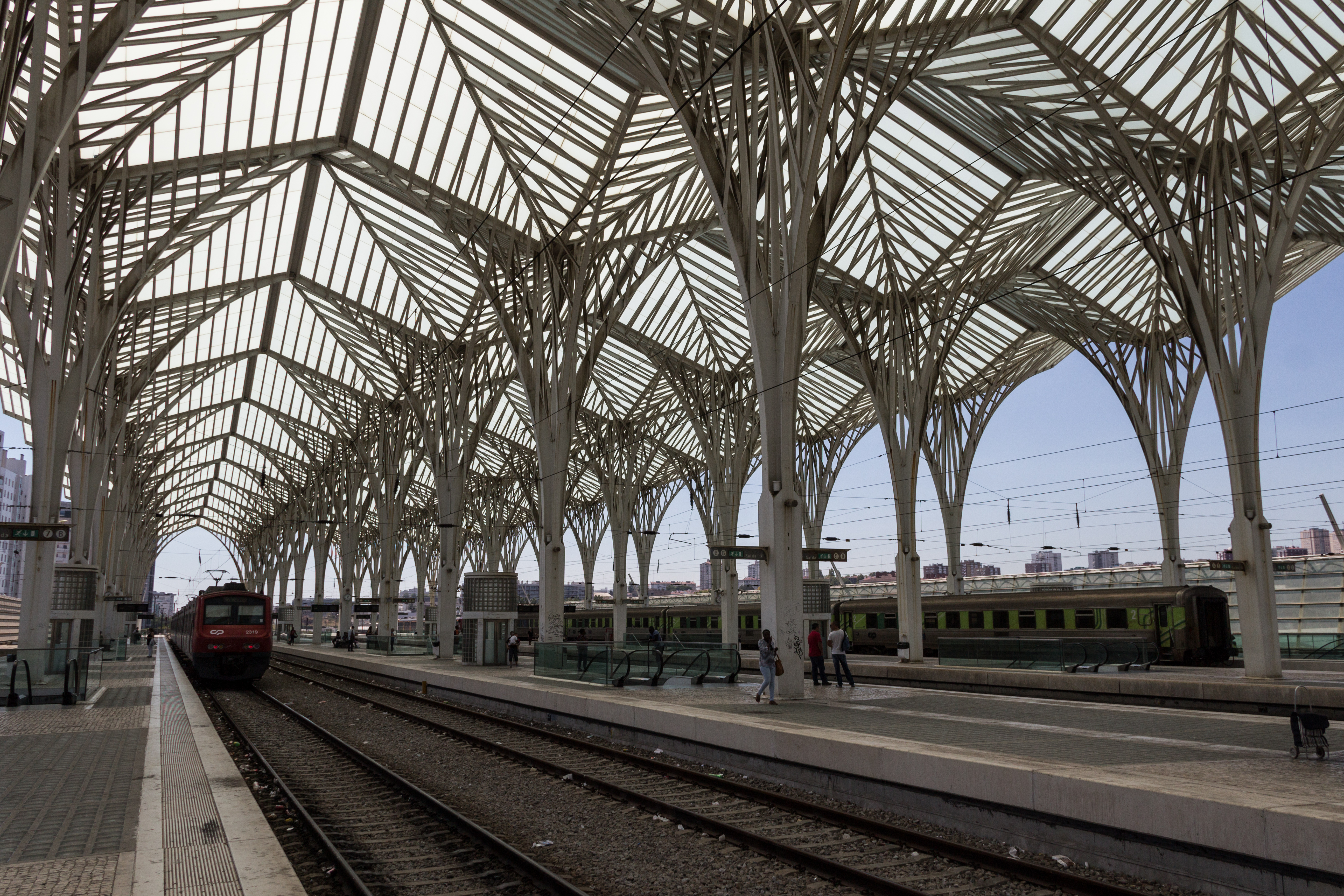
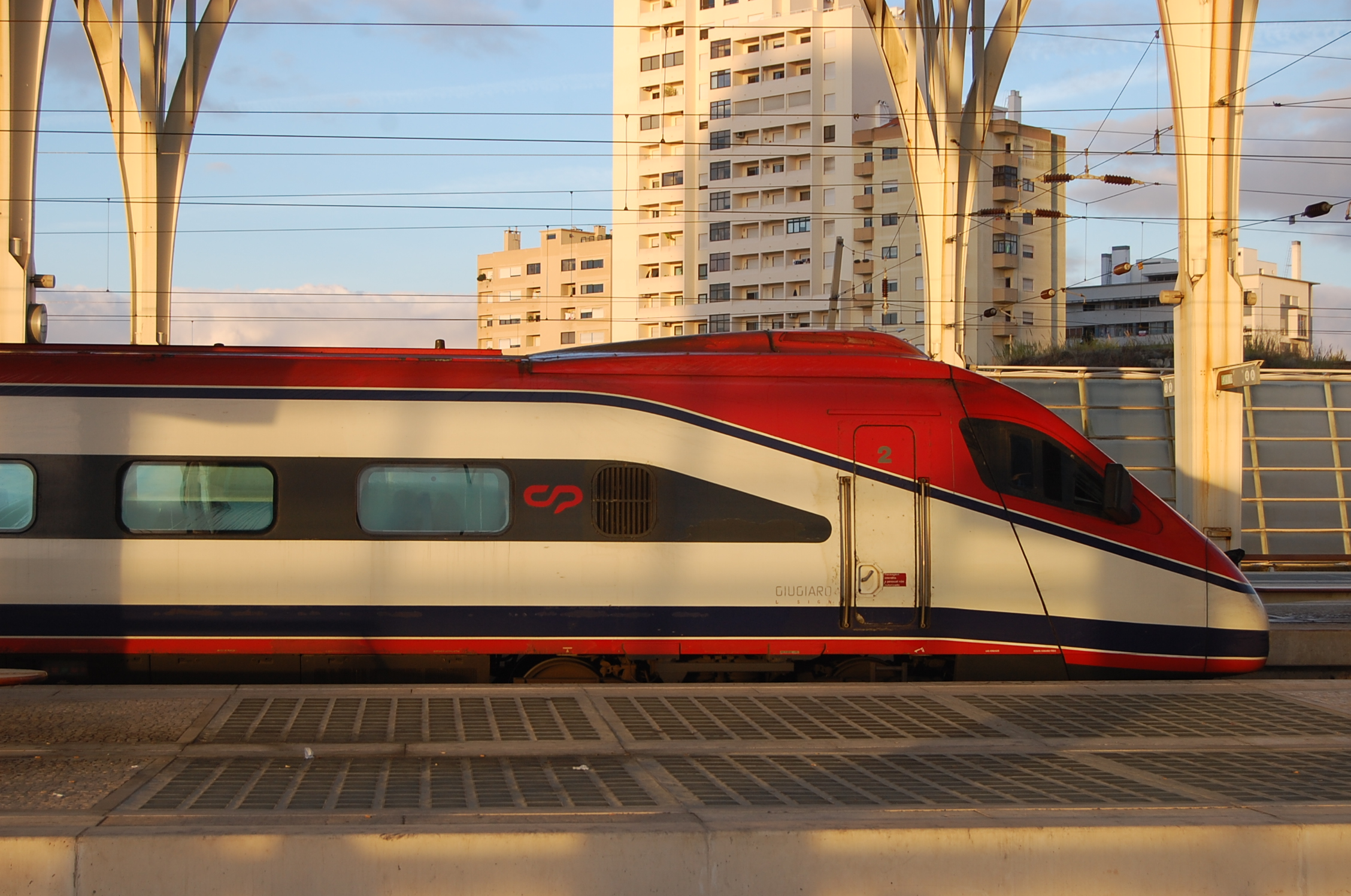